# Полное метрическое пространство
Полное метрическое пространство (также полное по Коши́) — метрическое пространство, в котором каждая фундаментальная последовательность сходится (к элементу того же пространства).
В большинстве случаев рассматривают именно полные метрические пространства. Для неполных пространств существует операция пополнения, дающая возможность рассматривать исходное пространство как плотное множество в своём пополнении. Операция пополнения во многом аналогична операции замыкания для подмножеств.

## Пополнение
Всякое метрическое пространство {\displaystyle X=(X,\rho )} можно вложить в полное пространство {\displaystyle Y} таким образом, что метрика {\displaystyle Y} продолжает метрику {\displaystyle X}, а подпространство {\displaystyle X} всюду плотно в {\displaystyle Y}. 
Такое пространство {\displaystyle Y} называется пополнением {\displaystyle X} и обычно обозначается {\displaystyle {\bar {X}}}.

### Построение
Для метрического пространства {\displaystyle X=(X,\rho )}, на множестве фундаментальных последовательностей в {\displaystyle X} можно ввести отношение эквивалентности
{\displaystyle (x_{n})\sim (y_{n})\Leftrightarrow \lim \rho (x_{n},y_{n})=0.}
Множество классов эквивалентности {\displaystyle {\bar {X}}} с метрикой, определённой
{\displaystyle {\bar {\rho }}((x_{n}),(y_{n}))=\lim \rho (x_{n},y_{n}),}
является метрическим пространством. Само пространство {\displaystyle (X,\rho )} изометрически вкладывается в него следующим образом: точке {\displaystyle x\in X} соответствует класс постоянной последовательности {\displaystyle x_{n}=x}. Получившееся пространство {\displaystyle ({\bar {X}},{\bar {\rho }})} и будет пополнением {\displaystyle X}.

## Свойства
- Пополнение метрического пространства единственно, с точностью до изометрии.
- Пополнение метрического {\displaystyle M} пространства изометрично замыканию образа при вложении Куратовского
- Полнота наследуется замкнутыми подмножествами полного метрического пространства.
- Полные метрические пространства являются пространствами второй категории Бэра. То есть если полное пространство исчерпывается счётным объединением замкнутых множеств, то хотя бы у одного из них есть внутренние точки.
- Метрическое пространство {\displaystyle X} компактно тогда и только тогда, когда оно полно и вполне ограничено; то есть, для любого {\displaystyle \varepsilon >0} пространство {\displaystyle X} можно покрыть конечным числом шаров радиуса {\displaystyle \varepsilon }.
- Теорема Банаха о неподвижной точке. Сжимающие отображения полного метрического пространства в себя имеют неподвижную точку.
- Полнота метрического пространства не является топологическим свойством. То есть полное метрическое пространство может оказаться не полным при замене метрики на эквивалентную, то есть метрику, порождающую ту же топологию, что и исходная метрика. 
  - Топологическим свойством является наличие хотя бы одной полной метрики в классе метрик, порождающих топологию метрического пространства (так называемая метрическая топологическая полнота или метризуемость полной метрикой).

## Примеры

### Полные метрические пространства
- Множество вещественных (действительных) чисел {\displaystyle \mathbb {R} } полно в стандартной метрике {\displaystyle d(x,y)=|x-y|} — естественная метрика на числовой оси.
- Множество {\displaystyle \mathbb {R} ^{n}} с заданной на нём метрикой {\displaystyle d_{2}(x,y)={\sqrt {\sum _{i=1}^{n}{\left(x-y\right)}^{2}}}} — евклидова метрика (или {\displaystyle {l}_{2}}-метрика);
- Вообще, любое конечномерное евклидово или унитарное пространство полно[1].
- Свойство полноты является обязательным в определении банахова пространства, в частности гильбертова пространства.
- Пространство непрерывных на отрезке функций с равномерной метрикой является полным метрическим пространством, а потому является банаховым, если рассматривать его как нормированное линейное пространство.

### Неполные метрические пространства
- Рациональные числа {\displaystyle \mathbb {Q} } со стандартным расстоянием {\displaystyle d(x,y)=|x-y|} являются неполным метрическим пространством. Результатом пополнения этого пространства будет множество всех вещественных чисел {\displaystyle \mathbb {R} }.
- Также, рациональные числа могут быть снабжены p-адическим нормированием, пополнение по которому приводит к полю p-адических чисел {\displaystyle \mathbb {Q} _{p}}.
- Пространство интегрируемых (по Риману) на отрезке функций в интегральной метрике {\displaystyle d(f,g)=\int _{a}^{b}|f(x)-g(x)|dx}. Результатом пополнения этого пространства будет пространство интегрируемых по Лебегу функций, заданных на том же отрезке.

## Вариации и обобщения
- Если {\displaystyle X} имеет алгебраическую структуру, согласованную с метрикой, например топологического кольца, то эта структура естественным образом переносится и на его пополнение.